# رايموند تشو
رايموند تشو هو عامل اجتماعي وسياسي كندي، ولد في 18 نوفمبر 1936 في كوريا. حزبياً، نشط في حزب أونتاريو المحافظ التقدمي.